# Louis Evrard
Louis Evrard, né le 9 février 1905 à Dunkerque et mort à Paris 15e le 28 mars 1989, est un peintre et dessinateur, qui a fait de sa région d’origine sa principale source d’inspiration. 

## Biographie

### Premier pas d'artiste
Louis Evrard est né le 9 février 1905 à Dunkerque dans une famille de marins. Bien qu’issu d’un milieu modeste, il est sensibilisé aux pratiques artistiques. Dessin, peinture, musique font en effet partie des activités que les 7 enfants ont le loisir de pratiquer. Le jeune Louis montre assez tôt un intérêt pour les arts picturaux. Fort soutenu par sa mère, convaincue qu’il a un don, il suit, dès 1921, les cours de dessin à l’école communale des Beaux-Arts de Dunkerque. Il mène ainsi de front son apprentissage artistique et sa carrière professionnelle puisqu’il travaille au bureau de dessin des Ateliers et Chantiers de France, assumant ainsi le rôle de soutien de famille qui lui incombe depuis la mort de son père. D'après les recherches de Michel Tomasek, historien des peintres dunkerquois, Alphonse Debaene, puis Albert Gysel, qui dirigent l’école communale ont la volonté de faire de Dunkerque un pôle artistique et encouragent les élèves les plus doués de l’école. Evrard en fait partie. En 1919, la Société des amis des arts, issue de l’école communale, voit le jour. Chaque année, cette société organise une exposition des travaux des élèves, notamment pour promouvoir et valoriser les jeunes talents locaux. En 1923, Louis Evrard se distingue des autres élèves, et se fait reconnaître par ses maîtres en remportant le 1er Prix de peinture dans la division des débutants puis en 1928 avec le 1er Prix de dessin. Si les travaux du jeune Evrard sont profondément marqués par l’influence de la peinture réaliste de Debaene, l’enseignement suivi à l’école de Dunkerque sera une occasion de se confronter à des artistes chez lesquels l’emploi de la couleur est nettement privilégié, tels Philippe Steinmetz ou Pierre Zerbini. En 1931, fort de son talent désormais reconnu, il obtient une bourse pour « monter » à Paris.

### Paris
À Paris, Evrard choisit d’intégrer l’Académie Julian. Il poursuit donc sa formation artistique tout en continuant à exposer avec la Société des amis des arts à Dunkerque.En 1932, il présente l’Intérieur de Saint-Julien le Pauvre au Salon des artistes français. En 1935, c’est le Grand Prix des Rosati (société des Nordistes à Paris) qu’il obtient avec Les roulottes.
En 1937, son mariage avec l’artiste peintre alsacienne Marie Harnist marque le début de sa vie d’artiste. Établi à Paris, le couple vit désormais de sa peinture.

### Retour en Flandre
Dans les années d’avant-guerre, Evrard parcourt la Flandre : Bergues, Cassel, Dunkerque, mais surtout Grand-Fort-Philippe, Petit-Fort-Philippe, Gravelines et ses environs.
1942 marque sa première participation au Salon d'automne au Palais des Beaux-Arts de Paris. Il y expose deux tableaux : Marine, Petit-Fort-Philippe et Marine, Dunkerque. Il en deviendra un habitué jusqu’à sa mort en 1989.
Après le conflit, il recommence à venir régulièrement à Dunkerque, séjournant tantôt chez son frère Daniel à Rosendaël, sa sœur Renée à Ghyvelde, ou encore chez des amis à Petit-Fort-Philippe. Son inspiration pour sa région d’origine ne décroît pas. Malgré les bouleversements et les dégâts causés par la guerre, il poursuit ses travaux constituant ainsi un précieux témoignage sur l’après-guerre dans le dunkerquois.

### Sur les quais
Entre 1948 et 1967, son frère, qui a perpétué la tradition familiale en devenant pilote du port, lui permet d’accéder aux coulisses des chantiers portuaires. La station de pilotage lui passe plusieurs commandes. Il se découvre alors un enthousiasme pour l’intense activité qui règne en ces lieux et les hommes qui y travaillent. Il s’applique à saisir sur le vif des scènes de manutention.

### La Flandre, paysages et traditions
Toiles ou carnets de croquis à portée de main, il suit son inspiration et utilise les techniques au gré des sujets : le chenal de Gravelines, son phare si caractéristique, les barques échouées, les bords de quai, la jetée de Petit-Fort, l’immensité de la mer du Nord.
Il peint aussi la Flandre intérieure et ses traditions (Tir à l’arc - Gouache, Le Reuze -Gouache, Procession nocturne -Huile sur toile).
Il démontre un vif intérêt pour la communauté des gens de mer : les pêcheuses de crevettes, l’insolite ballet du passeur qui assure la traversée de part et d’autre du chenal, les marins qui discutent sur les quais. De 1946 à 1952 : ses œuvres sont représentées au Salon des indépendants à Paris.
En 1974, de profondes mutations interviennent dans le paysage du dunkerquois : construction de la centrale nucléaire de Gravelines, diminution de la pêche côtière... Louis Evrard souffre de ces changements et ses séjours flamands se raréfient. De plus, sa santé l’empêche de travailler en extérieur et c’est finalement à partir de ses carnets de croquis qu’il peindra ses dernières toiles.
De 1978 à 1980 : il expose au salon Comparaisons, premier salon où sont représentés des exemples de peinture abstraite et de peinture figurative.
Louis Evrard meurt à Paris le 28 mars 1989. Il est enterré à Dunkerque. Son œuvre est un véritable témoignage des traditions et des activités maritimes et portuaires de la Flandre.

## Expositions
- 1929-1935 : participation au Salon dunkerquois des Amis des Arts
- 1932 : Salon des artistes français
- 1934 : Salon de Calais
- 1935 : Grand Prix des Rosati
- 1935 : il expose 2 œuvres (La Ferme Angèle et Roses Pompon) dans le train-exposition des artistes organisé par la Confédération des travailleurs intellectuels
- 1936 : Première exposition à l'Atelier Paul Roussel, Dunkerque
- 1936-1939 : expositions à la galerie Durand-Ruel, Paris
- 1942 : Salon d'automne. Il y participera 18 fois. Jusqu’en 1989, 39 œuvres y seront présentées dont 29 sur la thématique maritime.
- Depuis 1949 : membre du Salon du dessin et de la peinture du musée d’Art moderne de Paris
- 1946-1952 : Salon des indépendants
- 1957 : exposition de la Nouvelle École de Paris, Boulogne-sur-Mer
- 1957 : exposition à la galerie Saint-Placide à Paris
- 1960-1970 : Salon de l'Académie Vernet à Vichy
- 1962 : exposition Louis Evrard, peintre dunkerquois au musée de Dunkerque
- 1967 : exposition à l'hôtel de ville de Rosendaël
- 1969 : exposition 500 derniers enrichissements de gravure contemporaine à la Bibliothèque nationale de Paris
- 1970 : salon d'Asnières
- 1973 : exposition 1200 artistes internationaux à la Bibliothèque nationale de Paris
- 1978 : exposition L'Estampe d'aujourd'hui à la Bibliothèque nationale de Paris
- 1978 et 1980 : Salon Comparaisons. Il y présente Bord de quai et La Mer.
- 1980 : exposition à la Caisse d'épargne de Dunkerque
- 1986 : exposition à la galerie Boréal à Dunkerque
- 1986 : exposition Présence consacrée à Louis Evrard au Salon du dessin et de la peinture à l’eau, Grand Palais, Paris.
- 2007 : Rétrospective au Salon des indépendants, Paris
- 2009 : Musée portuaire de Dunkerque, Contre Vents et Marées, La Flandre de Louis Evrard, exposition temporaire du 21 février au 4 mai 2009
- 2010 : exposition Aux bords intimes du chenal, salle du pilier Gravelines du 19 septembre au 14 novembre

## Titres et prix
- Sociétaire du Salon des indépendants
- Sociétaire du Salon d'automne
- Membre du Comité du Salon du Dessin et de la Peinture à l'Eau au musée d'art moderne de la ville de Paris (membre associé dès le 1er salon en 1949)
- Membre du Salon Terres Latines
- Grand Prix des Rosati de France en 1935 avec Les Roulottes
- Grand Prix Henri Gsell en 1938
- Lauréat du Salon Terres Latines
- Prix de la ville de Fontainebleau en 1976

## Achats
Ses œuvres ont été acquises par
L'État
- - La Roulotte grise en 1936 (Musée des beaux-arts de Dunkerque)
  - Jardin du couvent en 1937 et Porte de Turckheim en 1938 (Musée des beaux-arts de Mulhouse)
  - La Seine à Billancourt en 1958 pour Alliance française
  - Une Marine en 1948 pour le palais de l'Élysée

La Ville de Paris
- - Vingt-quatre œuvres ont été acquises entre 1942 et 1991. Certaines d'entre elles sont en dépôt dans les musées de Sceaux, d'Issy-les-Moulineaux
- La Bibliothèque nationale: 19 lithographies
- La ville de Dunkerque: La Marchande de frites en 1982
- La ville de Choisy: La Seine à Choisy

## Quelques toiles
- Dunkerque 1929 - Aquarelle
- Le Jardin du couvent - Huile sur toile
- Chevet de Notre-Dame - Huile sur toile
- Les Moëres - Aquarelle
- Dunkerque - Huile sur toile
- Bateau pilote - Huile sur toile
- La Mer - Huile sur toile
- Le Chenal - Huile sur toile
- Gravelines - Aquarelle
- La Jetée au pêcheur - Huile sur toile
- Tir à l’arc - Gouache
- Le Reuze - Gouache
- Procession nocturne - Huile sur toile
- Le Passeur - Huile sur toile
- Conversation - Aquarelle
- Pêcheur de morue - Sanguine
- Bateaux - Gouaches
- Usinor la nuit - Huile sur toile
- Flottille sous l’orage - Huile sur toile
- La Croisette Cannes 1963 - Huile sur toile

## Source
- Catalogue des Salons
- Brochure de l'exposition Contre Vents et Marées, La Flandre de Louis Evrard (1905-1989)- musée portuaire de Dunkerque avec la collaboration de Marie Laure Griffaton, conservateur du musée portuaire, Michel Tomasek historien des peintres dunkerquois, Alain Deflesselles historien gravelinois et Françoise Blanckaert, nièce de Louis Evrard
- Dossier "Louis Evrard" conservé à la Bibliothèque Kandinsky (Musée national d'Art moderne de Paris - Réf: APA EVRA)
- Lettres de Louis Evrard
- Dossier d'œuvres conservé au musée des beaux-arts de Dunkerque
- Dossier des Archives municipales de Dunkerque
- Série d'articles de presse publiés dans le Nord maritime, La Voix du Nord, Le Télégramme, Revue l'Information artistique...